# Биберон
Биберонът е гумена, пластмасова или силиконова залъгалка, заместител на женските зърна, която се дава на бебето за да го успокои или да задоволи нуждата му от сучене. Подобен тип залъгалки намаляват плача на бебетата и ги поддържат спокойни, а също така им помагат да заспиват.

## Устройство
Бибероните обикновено имат три части – удължена „цицка“, предпазител (щит) за устата и дръжка. Устният щит е достатъчно голям, за да попречи на детето да погълне биберона, и по този начин да се задави.

## Недостатъци
Американската академия по педиатрия не препоръчва използването на биберон по време на кърмене на здрави бебета, особено през първия месец. Употребата на залъгалка може да доведе до неефективно смучене на гърдата, което не е добре за развитието на мозъка на бебето, както и за снабдяването на майката с кърма.
Използването на биберон увеличава риска от появата на ушни инфекции, като отит на средното ухо.
Погрешно е твърдението, че използването на биберон ще доведе до проблеми със зъбите, но продължителната употреба на залъгалка за повече от 3 години, както и други нехранителни навици на сучене, като смучене на пръст или одеяло, могат да доведат до неправилно затваряне на зъбите, т.е. лоша захапка. Това е често срещан проблем и стоматологичното лечение за отстраняването му може да бъде скъпо и да отнеме много време.
Няма сериозни доказателства, че използването на биберон забавя развитието на речта, или да пречи на бебетата да упражняват своите говорни умения.